# Baía de São Marcos
Baía de São Marcos är en vik i Brasilien.   Den ligger i delstaten Maranhão, i den nordöstra delen av landet, 1 500 kilometer norr om huvudstaden Brasília.